# Buzuluk (podnik)
	BUZULUK a.s. je strojírenská firma v Komárově v okrese Beroun s více než 555 lety tradice ve slévárenství.

## Historie

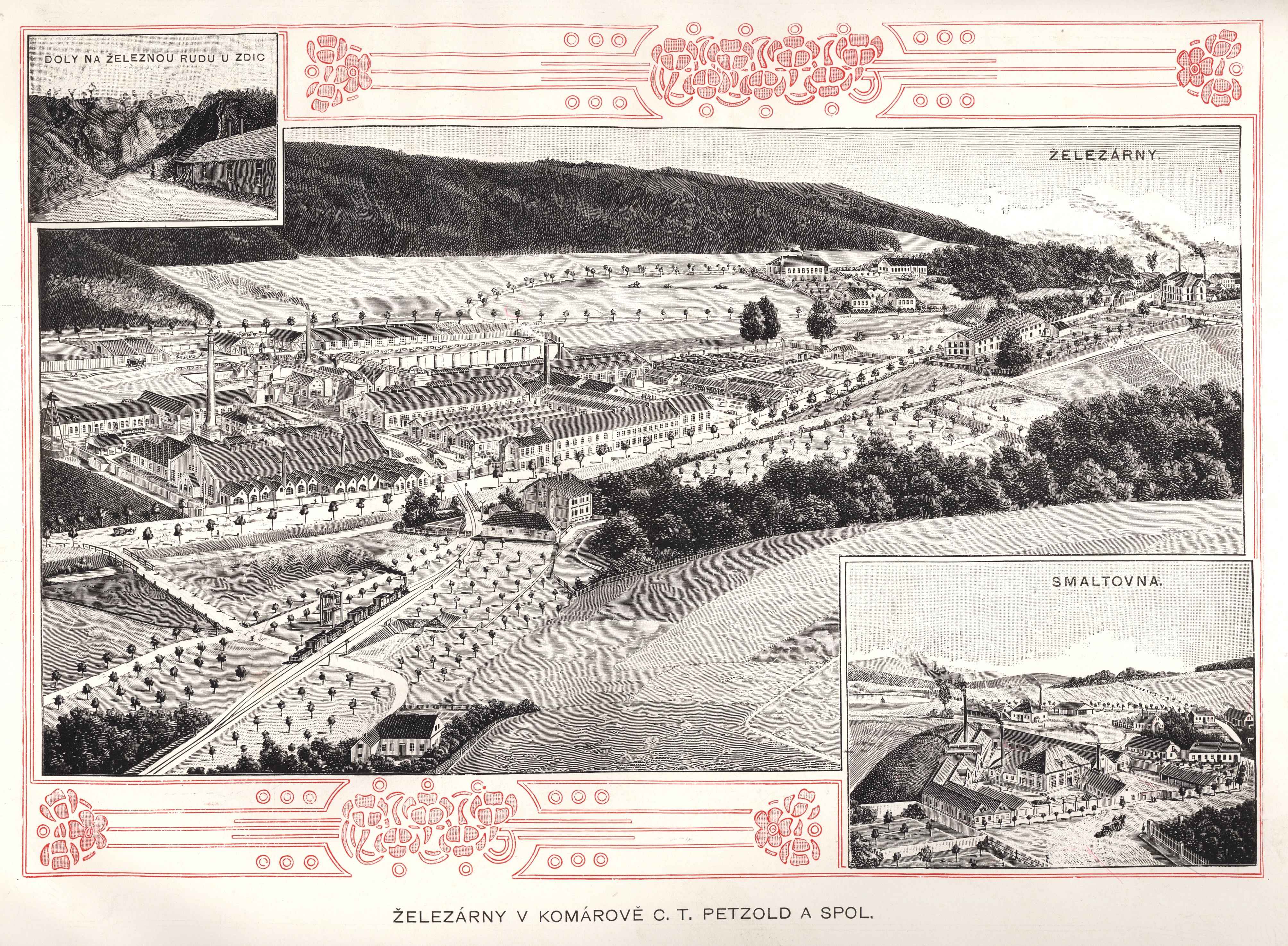
Veduta komárovských železáren C. T. Petzold a spol. z roku 1906

První historicky doložená zpráva o železářství v Komárově se datuje do roku 1460, kdy mezi první výrobní procesy patřila slévárenská výroba. Od jeho vzniku vlastnila podnik celá řada různých majitelů, ale tradice hutnictví železa a slévárenství se v Komárově udržela.

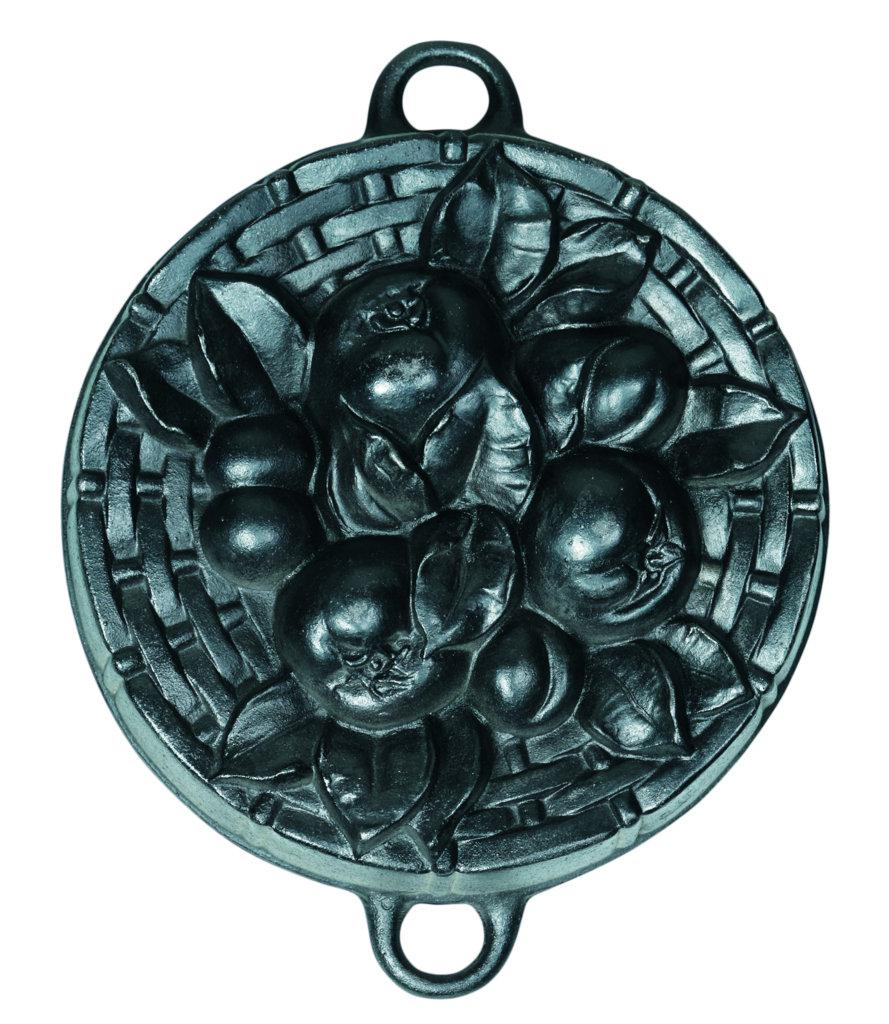
Dekorativní pečicí forma

V druhé polovině 17. století (od roku 1690), náležely železárny hraběcí rodině Bruntálských z Vrbna, v roce 1852 přešly do majetku hesensko-kasselského kurfiřta Bedřicha Viléma Hesenského a až do roku 1902 náležely k panství knížecí rodiny Hanavských z Hořovic. V roce 1902 byly železárny zakoupeny firmou C. T. Petzold a spol. a v roce 1919 se mění na akciovou společnost se sídlem v Praze.
Železárny Komárov, předchůdce Buzuluku, začaly v meziválečném období vyrábět koupací vany světoznámé značky ALBA CYGNUS. V roce 1931 byla zavedena výroba pístních kroužků ALBA, z které se v průběhu let stala samostatná divize firmy.
V roce 1948 byl podnik znárodněn a přejmenován na nynější Buzuluk Komárov a stal se státním podnikem. Po sametové revoluci se v roce 1992 změnil na akciovou společnost, která od roku 2012 patří firmě Dailan China.

## Současnost
Divize pístních kroužků se zaměřuje na výrobu pístních a stíracích kroužků do motorů a na produkci odlitků, které lze použít v automobilovém průmyslu, zemědělství, zahradní technice, kompresorech a ostatních motorech. Pístní kroužky z Buzuluku jsou vyváženy do celého světa.
Divize gumárenských strojů se zaměřuje na výrobu míchacích linek, kalandrů, kalandrovacích linek, konfekčních strojů, zkušebních strojů, rotačních vulkanizačních lisů a dalších gumárenských strojů. Divize dodává své stroje do celého světa.
V Buzuluku je stále činná i Umělecká dílna Horowitz, která produkuje tradiční výrobu umělecké litiny.